# Пробіжнянська мистецька школа
Пробіжнянська школа мистецтв ім. Євгенія Бялуцького — навчальний заклад у селі Пробіжній Колиндянської сільської громади Чортківського району Тернопільської области.

## Історія
У 1981 році засновано школу.
У 2000 році школа постраждала від буревію. Державою було виділено 120 тис. гривень на ремонт приміщення. Також було добудовано ще один поверх школи.
До 2021 року школа підпорядковувалася Чортківській районній раді. У 2021 році дитячу музичну школу перейменовано у мистецьку школу, яка перебуває у підпорядкуванні Колиндянської сільської громади.

## Відділення
Функціонують відділення:
- струнно-фортепіанний,
- народно-духовий,
- вокальний,
- художній,
- теоретичний.

## Керівництво

### Директори
- Василь Коваль (1981—2008)
- Віталій Приємський (від 2008).
- В.о Назарій Сорокопуд (від 2023)

### Педагогічний колектив
- Віра Сорокопуд — завідувач струнно-фортепіанним відділом.
- Надія Лахман — викладач по класу скрипки.
- Володимир Черненко — викладач по класу теоретичних дисциплін.
- Лариса Коломия — викладач по класу фортепіано.

## Випускники
Нині випускниками школи є вже більше 100 учнів.